# Базенер, Герман Августович
Герман Августович Базенер — российский промышленник, владелец пивоваренного завода фирмы «Братья О. и Г. Базенер в Таганроге».

## Биография
Собственником завода Герман Августович Базенер стал в 1896 году, женившись на Зельме Билле, дочери бывшего владельца завода и его основателя Х.Ф. Билле. 
Завод Базенера производил пиво «Мюнхенское», «Пильзенское», «Чёрное». Фирменная пивная завода Базенеров находилась в первом этаже здания по Итальянскому переулку (в послевоенные годы там располагался магазин «Рыба», а сейчас — кафе «Бамбук») и просуществовала до 1925 года.
В июне 1912 года Городская дума Таганрога рассматривала предложение Германа Августовича Базенера «о желании пожертвования им участка земли для устройства спуска к морю по продолжению Кладбищенского переулка». В заявлении Базенер пожелал, чтобы этот спуск назывался «Базенеровским». Городская дума это предложение приняла, однако Первая Мировая война помешала осуществлению этого проекта.
В 1916 году как немец был выслан из пределов России и уехал в Персию. Один из сыновей Германа Базенера, Эрлих, остался в Таганроге, работал пивоваром, и только в 1930-х годах уехал к отцу.